# Konkurs na komiks ekonomiczny
Konkurs na komiks ekonomiczny – konkurs dla twórców komiksów organizowany cyklicznie przez Forum Obywatelskiego Rozwoju we współpracy z Bankiem Zachodnim WBK. Jego celem jest przedstawienie zagadnień ekonomicznych w formie komiksowej. Jest on adresowany zarówno do profesjonalistów, jak i rysowników amatorów. Gala rozdania nagród odbywa się podczas Międzynarodowego Festiwalu Komiksu i Gier w Łodzi.

Tematyka poszczególnych edycji konkursu:
- Pierwsza edycja konkursu (2008): inflacja; oszczędzanie/inwestowanie; podatki; wcześniejsze emerytury; prywatyzacja; płatna/bezpłatna służba zdrowia; płatne/bezpłatne studia wyższe.

- Druga edycja konkursu (2009/2010): dziura budżetowa; korzyści z prowadzenia własnej firmy i trudności w jej założeniu; powody, dla których warto brać udział w wyborach; socjalizm, jako gospodarcza droga donikąd.

- Trzecia edycja konkursu (2011): absurdalne wydatki państwa; Unia Europejska; system emerytalny; wpływ dobrego prawa na rozwój.

- Czwarta edycja konkursu (2012/2013): gospodarka – bogactwo narodów; Polska – zielona wyspa czy Atlantyda; jak trwale przywrócić wzrost gospodarczy w krajach strefy euro; uwolnienie zawodów regulowanych – szansa czy zagrożenie.

- Piąta edycja konkursu (2013): przywileje dla wybranych, koszty dla nabranych – wszyscy płacimy za przywileje wybranych grup zawodowych; czy się stoi, czy się leży… – minusy płacy minimalnej; dobroć centralnie planowana – czy państwo opiekuńcze wypiera dobroczynność?; jedzenie zupy widelcem – nieefektywność sektora publicznego.

- Szósta edycja konkursu (2014): po co nam ten miś – czyli czy inwestycje publiczne to inwestycje „pod publiczkę”?; zamienianie się jest fajne – czyli o korzyściach wolnego handlu; zasypywanie dziury w ziemi – czyli kto dopłaca do niewydajnych kopalń?; nosił wilk razy kilka… – czyli jak odpowiedzialnie się zadłużać?.

- Siódma edycja konkursu (2015): kadencyjność czy dożywocie - czy ograniczenie liczby kadencji rządzących jest dobrym rozwiązaniem?; "jak dają, to bierz..." - czyli o nieefektywnym wydatkowaniu środków unijnych przez władze lokalne; raj a piekło podatkowe - jak skomplikowany system podatkowy utrudnia Kowalskiemu życie?; kupuj z głową - o naszej świadomości konsumenckiej.

- Ósma edycja konkursu (2016): odejdź od okienka - bankowość mobilna i jej możliwości; komputer a praca - czy to się opłaca? - cyfryzacja a mit bezrobocia; od gospodarki centralnie planowanej do gospodarki rynkowej - o sukcesie Polski po 1989r.; akcja-reakcja - jak giełda zmienia pieniądze inwestorów w realne inwestycje?

- Dziewiąta edycja konkursu (2017): korzyści z migracji dla gospodarki, „Unia możliwości” - o swobodnym przepływie dóbr, usług, osób i kapitału w Unii Europejskiej, „cyberbezpieczeństwo” - jak dbać o swoje pieniądze w sieci?, „Prywatne czy państwowe?” - o negatywnych konsekwencjach upolitycznienia gospodarki.

W jury konkursu zasiadają:
- prof. Leszek Balcerowicz – Przewodniczący Rady FOR,
- Jacek Fedorowicz,
- Michał Ogórek,
- Andrzej Milewski,
- Antoni Rodowicz,
- Agata Jakuszko,
- Adam Radoń – Dyrektor Międzynarodowego Festiwalu Komiksu i Gier w Łodzi,
- Teresa Notz - Członek Zarządu Rady Fundacji Banku Zachodniego WBK.

Nagrody:
- I kategoria: I miejsce – 5000 zł, II miejsce – 4000 zł, III miejsce – 3000 zł.
- II kategoria: I miejsce – 5000 zł, II miejsce – 4000 zł, III miejsce – 3000 zł.
- Nagroda publiczności, I kategoria – 1000 zł.
- Nagroda publiczności, II kategoria – 1000 zł.
- Wyróżnienia w wysokości 600 zł.

Zwycięzcy:

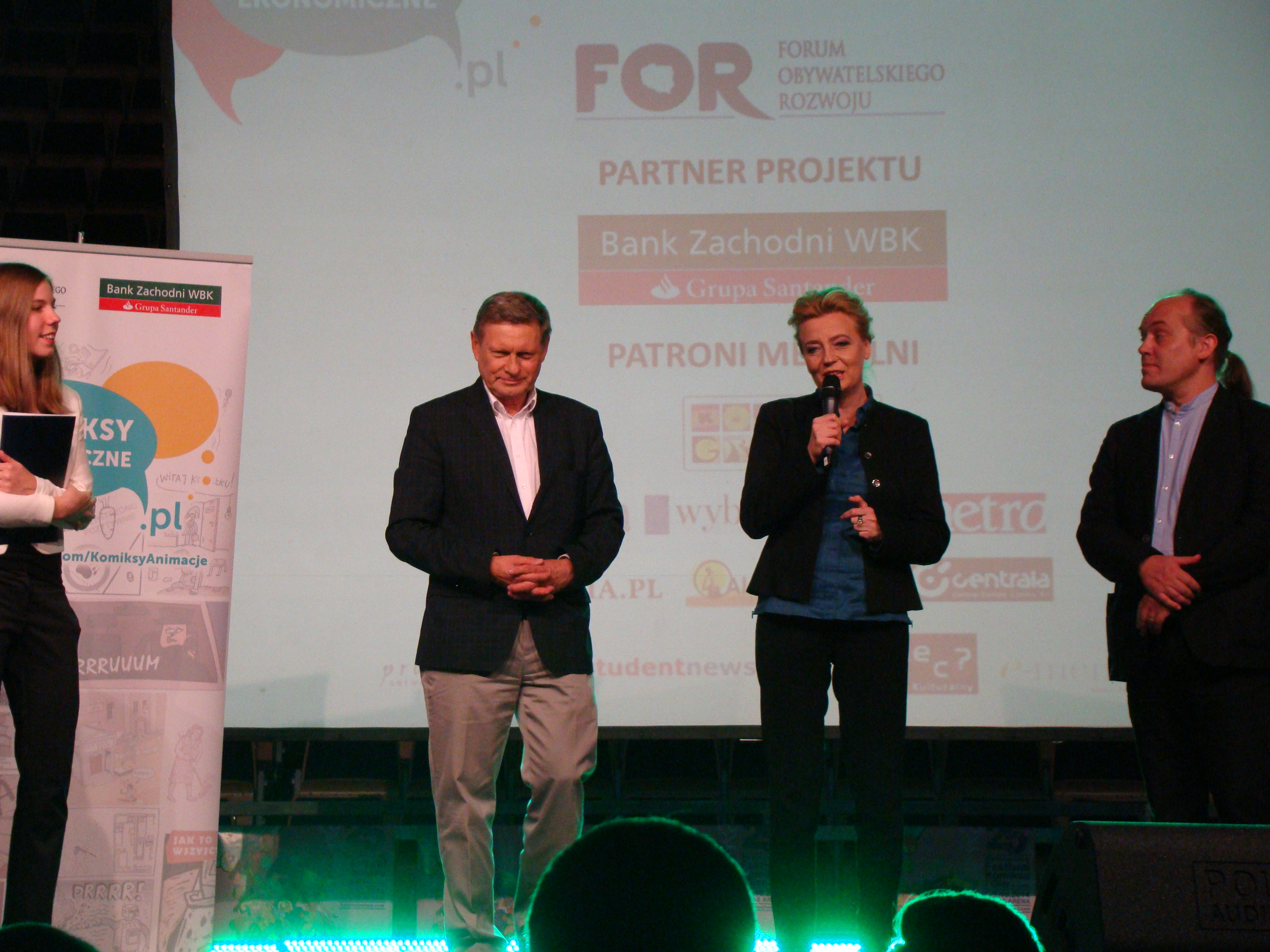
Rozdanie nagród w 6 edycji konkursu (Atlas Arena, 4 października 2014)

- I edycja (2008): Marcin Surma i Przemysław Surma
- II edycja (2009/2010): Roman Gajewski i Łukasz Bogacz
- III edycja (2011): Jakub Grochola i Michał Chojnacki
- IV edycja (2012/2013): Jakub Grochola i Michał Chojnacki
- V edycja (2013): Jacek Świdziński
- VI edycja (2014): Maciej Trzepałka, Jakub Grochola i Michał Chojnacki
- VII edycja (2015): Jarosław Kozłowski i Maciej Trzepałka
- VIII edycja (2016/2017): Elżbieta Wąsik i Grzegorz Karasiński
- IX edycja (2017/2018): Karol Ludwikowski i Emil Idzikowski

Wszystkie prace uczestników i lista laureatów umieszczone są na stronie konkursu
Partnerzy i patronaty:
- Partner projektu: Bank Zachodni WBK
- Patronat honorowy: Minister Edukacji Narodowej, Ośrodek Rozwoju Edukacji, Centrum Edukacji Obywatelskiej
- Patroni projektu: Wyborcza.biz, Metro, Aleja Komiksu, Gildia.pl, Międzynarodowy Festiwal Komiksu i Gier w Łodzi, Akademickie Radio Kampus, Gdzieco.pl, Obserwatorfinansowy.pl, Poltergeist-komiks, Profit Journal, Webkomiksy.pl, Biblioteka Uniwersytecka w Poznaniu, Centrala mądre komiksy, Działasz, Parkiet, Rzeczpospolita, Trend.